# 白湾子镇
白湾子镇，是中华人民共和国陕西省榆林市定边县下辖的一个乡镇级行政单位。

## 行政区划
白湾子镇下辖以下地区：
白湾子村、小涧子村、王畔子村、沈畔子村、姚台村、刘台村、王台村、张山村、丁山村、金盆湾村、平凉湾村和薛小塬村。